# Mario Golf
Mario Golf ist eine Videospielreihe, die von Camelot entwickelt und von Nintendo vertrieben wird. Bereits zuvor erschienen Golfspiele mit Mario in der Hauptrolle für NES und Game Boy, die jedoch nicht zu dieser Reihe gezählt werden.

## Spielprinzip
Es handelt sich nicht um bis ins kleinste Detail realistische Simulationen des Golfsports, sondern vielmehr um eine ausgewogene Mischung aus Realismus und Spielspaß, die sich auch unerfahrenen Spielern schnell erschließt. Wie in Mario Tennis ist auch das Transferieren von Daten zwischen der Heimkonsolenversion und der tragbaren Version des Spiels möglich, so dass unter anderem neue Charaktere freigeschaltet werden können. Zwischen Mario Golf für Nintendo 64 und Game Boy Color erfolgte dies über Transfer Pak, während Mario Golf: Toadstool Tour für GameCube via GBA-Kabel mit Mario Golf: Advance Tour für Game Boy Advance verlinkt werden kann. Ähnlich wie bei Mario Kart, Mario Party und Mario Tennis wird von Spielern auch bei dieser Reihe besonders der Mehrspielermodus geschätzt.

## Spiele

### Mario Golf/Mario Golf 64
Wie der Titel andeutet, handelt es sich um ein Golfspiel, in dem der Nintendo-Held Mario, seine Freunde und Feinde in verschiedenen Spielmodi gegeneinander antreten. Mario Golf für den Game Boy Color (GBC) bietet Grafiken in 56 Farben und Begegnungen mit den Charakteren aus dem Mario-Universum, wie Mario, Peach, oder Luigi. Es gibt unterschiedliche Wetterbedingungen und Böden, die sich auf das Ballverhalten auswirken. Mario Golf verfügt über vier komplette 18-Loch-Plätze. Der Charakter kann selbst erstellt und durch Turniere Erfahrungen sammeln. Es gibt unterschiedliche Spielmodi und zusätzliche Minispiele.

### Mario Golf: Toadstool Tour
Mario Golf: Toadstool Tour bietet Bahnen mit zahlreichen Pilzen, Blasenbäumen oder sogenannten Warpröhren, die den Ball in andere Bereiche des Parcours teleportieren. Die Schlagstärke lässt sich über ein Balkensystem bestimmen und bietet eine Variante für Anfänger und eine für Fortgeschrittene Spieler. Letztere können durch Kombinationen der A- und B-Knöpfe unterschiedliche Spins, Slices oder Spezialschläge durchführen.
Dem Spieler steht eine Golftasche einer Auswahl an Schlägern und Puttern zur Verfügung, die auch Sidespins oder Powershot zulassen. Die Steuerung bietet einen Pfeil, der die ideale Flugbahn des Balls anzeigt, ohne jedoch die Witterungsverhältnisse oder örtliche Hindernisse zu berücksichtigen. Eine Rasterung des Grüns zeigt zudem Unebenheiten des Bodens an. Die Kameraperspektive lässt sich verändern, so dass sich das Gelände erforschen oder aus der Luft betrachten lässt.
Die Anforderung an den Spieler steigert sich durch schwieriger zu meisterndes Terrain. Die Steuerung erfolgt über die Bedienknöpfe. Es stehen zahlreiche, teils recht ausgefallene Spielmodi zur Verfügung, von denen die meisten auch bis zu viert spielbar sind. Neben einem Turniermodus, der das Freispielen weiterer Parcours ermöglicht, bietet die Toadstool Tour einen Ring Shot-Modus, bei dem der Golfball durch Ringe geschlagen und das Loch mit Par oder besser bestanden werden muss. Im Erfolgsfall werden zusätzliche Charaktere freigeschaltet.

### Mario Golf: Virtual Console
Mario Golf: Virtual Console bietet 14 unterschiedliche Charaktere mit unterschiedlichen Schwungtechniken oder Fähigkeiten und 10 Spielemodi wie Tournament (Turnier), Speed Golf (Spiel auf Zeit) oder Minigolf. Es stehen sechs Golfanlagen zur Verfügung, aus denen Erfahrungspunkte [Experience Points] gesammelt werden können. Es kann mit bis zu vier Spielern gespielt werden. Mario Golf Wii U Virtual Console ist die entsprechende US-Version des Spiels.

### Mario Golf: Advance Tour
Im Game-Boy-Advance-Teil schlüpft man in die Rolle eines jungen Golfspielers/spielerin, um im Marion-Club aufgenommen zu werden und ein Turnier nach dem anderen zu bestreiten. Man lernt die Golfregeln spielerisch und muss, nachdem man das Turnier im Marion-Club gewonnen hat, noch Turniere im Palmen-, Dünen- und Links-Club gewinnen. Nach dem Sieg im Links-Turnier ist es dem Spieler möglich zu Peachs Schloss zu reisen, um am letzten und schwersten Turnier teilzunehmen, dem Pilz-Cup. Es gibt jeweils Einzel und Doppel. Spielt man Einzel, muss man die ganze Zeit selbst schlagen, wogegen man sich im Doppel mit einem Computerspieler abwechseln muss.
In einem Turnier muss man 18 Löcher spielen. Ein Loch besteht aus einem Abschlagfeld, einigen Hindernissen und der Zielflagge auf dem „Grün“. Gemessen wird in Yard. Nur nicht auf dem Grün, hier wird in Metern gerechnet. Es gibt einen Advance-Modus, indem alle bisher im Story-Modus gespielten Parcours und weitere zur Verfügung stehen. Man kann zusätzlich zu den Turnieren z. B. Sternentor-Golf spielen, indem vor Beenden des Loches erst durch einige Tore gespielt werden muss.

### Mario Golf: World Tour
Der Spielcharakter kann als Rechts- oder Linkshänder erstellt werden und nach einer Einführung in die Grundlagen des Golfspiels gelangt man in den Palastclub. Hier kann der Charakter weiter modifiziert werden, es lässt sich ein Handicap einstellen oder die Bekleidung anpassen. Als Parcours stehen 126 Löcher auf 10 Kursen zur Verfügung. Drei 18-Loch-Kurse stehen dabei für Trainingsrunden, Handicap-Turniere oder Meisterschaften bereit. Sie bieten unterschiedliche Kulissen mit Wald, Strand oder Bergen. Zusätzlich können die 9-Loch-Kurse Peachs Schlossgarten, Yoshis See, Cheep-Cheeps Lagune oder Donkey Kongs Dschungel freigeschaltet werden. Hier gibt es Extras wie Trampoline, Strudelkanonen, versteckte Power-Ups oder Beschleunigungsfelder und unterschiedliche Hindernisse.
Die World Tour kann als Einzelspieler oder weltweiter Wettkampf gespielt werden. Der Palastclub bietet Möglichkeiten die Ausrüstung zu verbessern oder seine Fähigkeiten zu trainieren. Es gibt zudem unterschiedliche Spielvarianten, wie Spiele um die geringste Anzahl Schläge oder die schnellste Runde. Es kann über kurze Distanzen gemeinsam mit anderen Spielern, online über das Internet Mehrspielerpartien durchgespielt oder eigene Turniere erstellt werden.

### Mario Golf: Super Rush
Mario Golf: Super Rush erschien am 25. Juni 2021 für Nintendo Switch. Das Spiel enthält einen Story-Modus, in dem Spieler mit ihrem Mii-Charakter gegen verschiedene Gegner im Pilz-Königreich antreten und so Erfahrungspunkte sammeln. Im Mehrspielermodus treten bis zu vier Spieler lokal oder online mit- oder gegeneinander an. Im neu eingeführten Spielmodus „Speed-Golf“ schlagen alle Teilnehmer des Matches gleichzeitig den Ball ab.